# 告示牌年終榜單
《告示牌》年終榜單（英語：Billboard Year-End）是美国《告示牌》杂志在每年年终根据该年单曲或专辑的榜单表现发布的一份榜单。某一年的年终榜名义上涵盖了该年前一年十二月的首周到该年十一月最后一周的数据，但由于告示牌会在某周的前一周公布某周数据，因此实际统计的周数应往前移一周。 这一做法使《告示牌》能于十二月的最后一周及时发布榜单。